# Sebastián Bruno Fernández
Sebastián Bruno Fernández Miglierina (Montevideo, 23 maggio 1985) è un calciatore uruguaiano, attaccante del Danubio.

## Carriera

### Club
Dopo le esperienze in patria col Miramar, col Defensor Sporting e col Banfield, nell'agosto 2010 passa al Málaga.

## Palmarès

### Club

#### Competizioni nazionali
- Supercopa Uruguaya: 1

Nacional: 2019